# Philipp II. (Burgund)

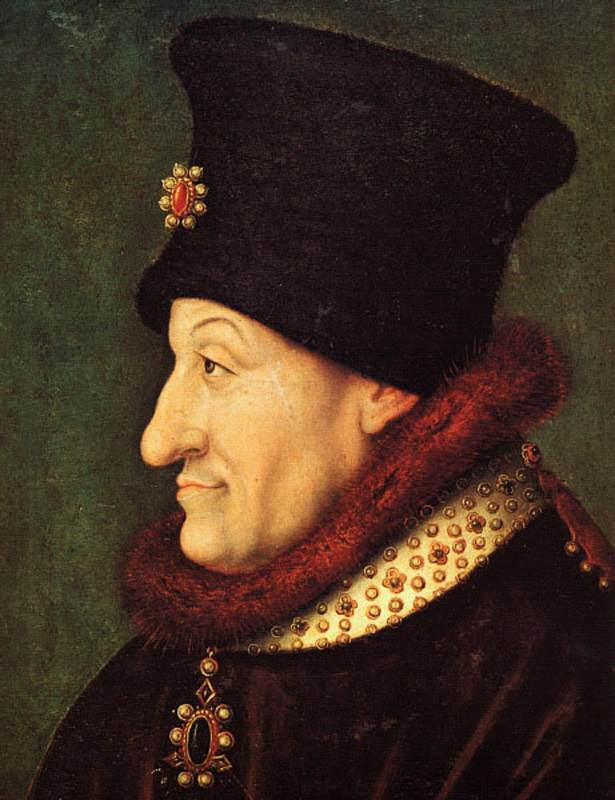
Philipp der Kühne

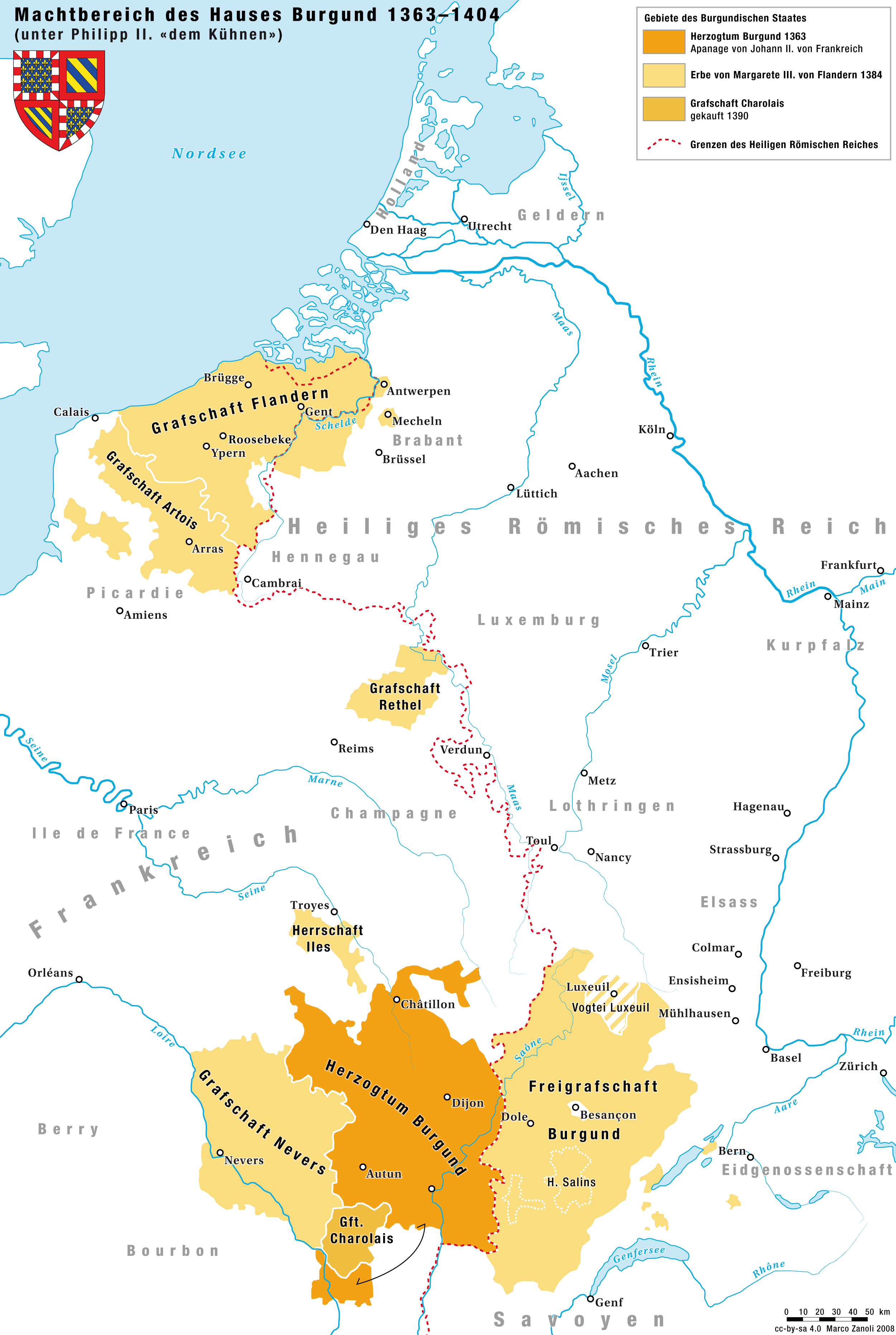
Karte des Herrschaftsgebiets des Hauses Burgund unter Philipp II.

Philipp II. der Kühne (französisch Philippe le Hardi, niederländisch Filips de Stoute) (* 17. Januar 1342 in Pontoise; † 27. April 1404 in Halle im Hennegau) war vierter Sohn des französischen Königs Johann des Guten aus dem Haus Valois und Guthas von Luxemburg. Als Herzog von Burgund wurde er Begründer des jüngeren Hauses Burgund als Seitenzweig der Valois.

## Leben
Den Beinamen des Kühnen erwarb er sich 1356 als knapp 15-Jähriger in der englisch-französischen Schlacht bei Maupertuis (südlich von Poitiers). Allerdings wurde er dort gemeinsam mit seinem Vater Johann von den siegreichen Engländern gefangen genommen und nach London gebracht. Nach einer anderen Darstellung gelangte er zu seinem Beinamen aber im Verlaufe der Gefangenschaft und eines Banketts mit Eduard III., wo er einem englischen Mundschenk, der Eduard die Speisen reichte, ins Gesicht schlug und ihn anherrschte: „Wer hat dir beigebracht, den englischen König vor dem französischen zu bedienen?“ Darauf sagte Eduard zu Philipp: „Wahrlich, Cousin, ihr seid Philipp der Kühne!“
Nach dem Freikauf und der Heimkehr König Johanns und seines Sohnes 1360 wurde Philipp von Johann 1363 mit dem Herzogtum Burgund belehnt, dessen letzter Herzog aus dem Haus der Kapetinger, Philipp I. (auch Philipp von Rouvres genannt), 1361 bei einer Wiederkehr der Pest jung gestorben war, bevor er mit seiner jungen Frau, Margarete von Flandern, die Ehe hatte vollziehen können. Bereits am 15. Januar 1362 war auf Bitten seines Vaters Johann die Belehnung mit der zum Heiligen Römischen Reich gehörigen Grafschaft Burgund durch seinen Onkel Kaiser Karl IV. erfolgt.

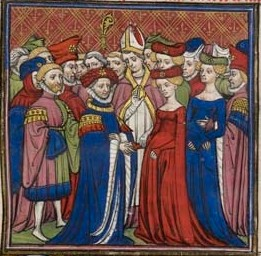
Hochzeit mit Margarete von Flandern

1369 heiratete Philipp seinerseits Margarete, was ihm 1384, beim Tod seines Schwiegervaters, Graf Ludwigs II. von Flandern, dessen große Besitzungen einbrachte, zu denen seit 1361 auch die zum Heiligen Römischen Reich gehörende Freigrafschaft Burgund zählte.
1385 gelang es Philipp, in Flandern mit den von England unterstützten aufständischen Städten, vor allem Gent, Brügge und Ypern Frieden zu schließen, nachdem diese am 27. November 1382 in der Schlacht bei Roosebeke entscheidend geschwächt worden waren.
Ebenfalls 1385 gelang es ihm in der Doppelhochzeit von Cambrai, seinen ältesten Sohn Johann mit Margarete, der Tochter von Herzog Albrecht I. von Straubing-Holland, zu verheiraten und seine eigene Tochter Margarete mit dessen Sohn und Erben, dem späteren Wilhelm II.
Inzwischen (1380) hatte er nach dem Tod seines ältesten Bruders, Königs Karl V. von Frankreich zusammen mit seinen beiden anderen Brüdern, den Herzögen von Anjou und Berry die Regentschaft (Regierung der Herzöge) für seinen noch unmündigen Neffen Karl VI. übernommen. Nachdem dieser 1388 selbst die Herrschaft angetreten und sich mit tüchtigen Ministern aus dem einstigen Stab seines Vaters umgeben hatte, wurden Philipp und seine beiden Brüder weitgehend entmachtet. Sie, und zwar vor allem der energische Philipp, kehrten jedoch an die Schalthebel zurück, als 1392 Karl VI. unter geistigen Störungen zu leiden begann. Allerdings fand Philipp bei seinem Bestreben, die Ressourcen der französischen Krone für seine eigenen, oft verschwenderischen Zwecke auszubeuten, nun einen Rivalen in Gestalt von Karls ehrgeizigem, ebenfalls prunksüchtigen jüngeren Bruder, Herzog Ludwig von Orléans, der von der Königin und offiziellen Regentin, Isabeau, gestützt wurde.
Die Rivalität zwischen Philipp und Ludwig am Hof führte zu Machtkämpfen, die sich ins Land hinein verlängerten. Sie gingen nach dem Tod Philipps unter seinem Sohn und Nachfolger Johann Ohnefurcht weiter, um nach der Ermordung Ludwigs (1407) in bürgerkriegsartige Auseinandersetzungen einzumünden.
Philipp hatte sich zeit seines Lebens mehr als Mitglied der französischen Königsfamilie und als Fürst in Frankreich gefühlt denn als Herrscher über ein relativ großes und fast selbständiges Territorium zwischen Frankreich und dem Deutschen Reich. Er starb jedoch 1404 symbolträchtig im Hennegau, das heißt auf dem Boden des Reiches, in das hinein seine Nachfolger Johann († 1419), Philipp († 1467) und Karl († 1477) vor allem zu expandieren versuchten, wobei sie ihr Territorium praktisch zu einem eigenen Staat ausbauten.

## Philipp als progressiver Herrscher

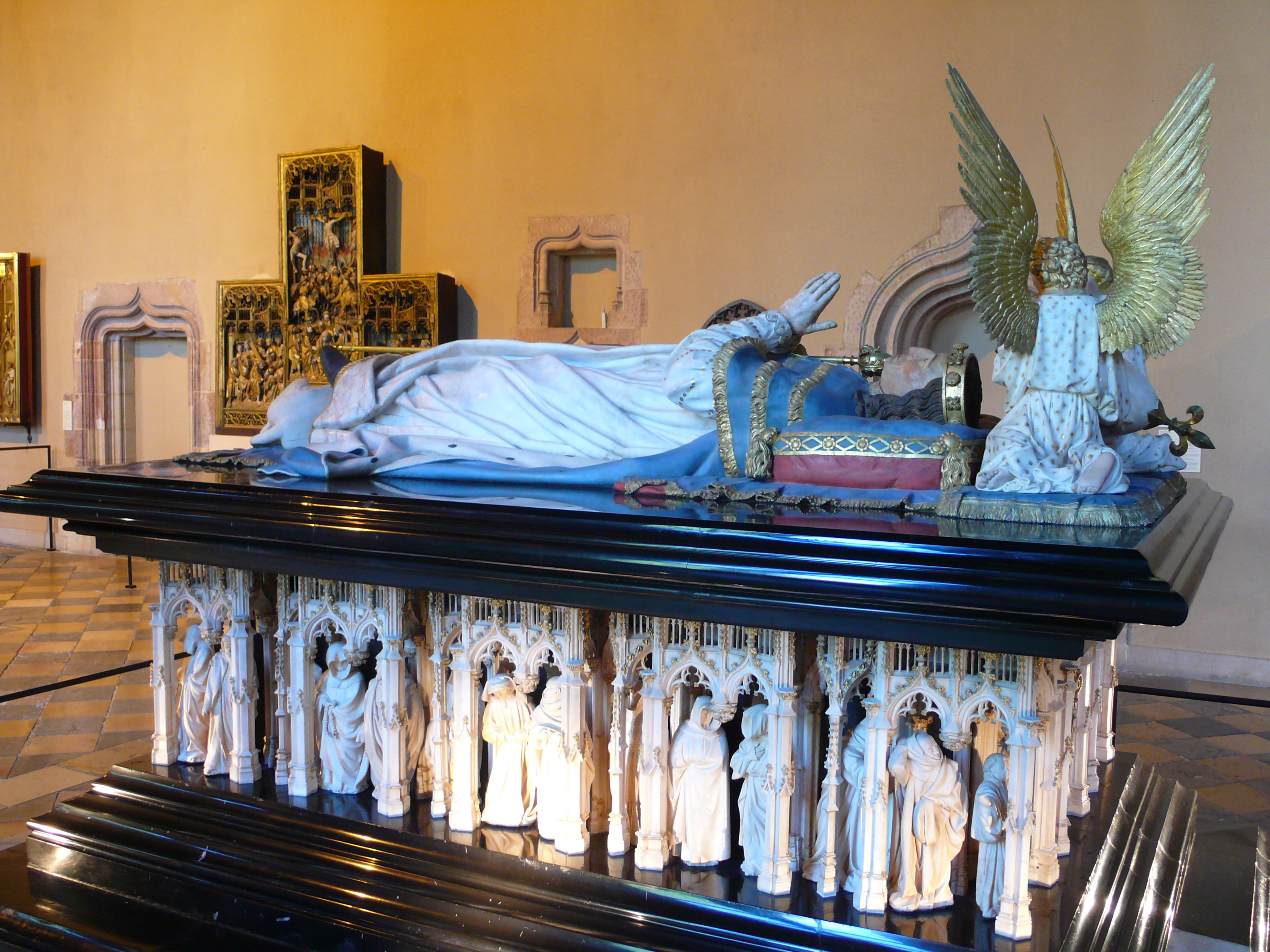
Grabmal Philipps II. des Kühnen, Palais des Ducs de Bourgogne (Dijon)

Philipp war Neuerungen und Erfindungen gegenüber nicht abgeneigt. Um seine weitreichenden Besitzungen kontrollieren zu können, war er oft von Landesteil zu Landesteil unterwegs. Bei schnellen Ritten mit dem Pferd nutzte er dabei eine Staubbrille mit Glasgläsern, die die Augen schützten. Bei langsameren Reisen mit dem gesamten Tross wurde stets die Orloge mitgeführt, eine Uhr zur Feststellung der genauen Tageszeit.
Im Sommer und Herbst 1386 führte er mit Frankreich ein gemeinsames Heer samt einer Flotte von 1.200 Schiffen bei der seeländischen Stadt Schleuse zusammen. Geplant war eine Invasion Englands. Für diesen Zweck wurde eine hölzerne Stadt mit durchnummerierten Holzteilen und dazugehörigen Scharnieren vorbereitet. Die Stadt sollte dabei eine Stadtmauer von 14 Kilometern Länge erreichen. Jedoch erschien der Bruder Philipps Johann von Berry mit einer absichtlichen Verspätung, so dass die herbstliche Wetterlage ein Auslaufen der Flotte verhinderte.

## Wappen

Wappen Philipp II. als Herzog von Burgund

Seit seiner Erhebung zum Herzog von Burgund führte Philipp ein Wappen, das aus der Kombination des alten Wappens des Herzogtums Burgunds und seines Wappens als Graf von Tours bestand. Die Grafschaft Tours hatte er 1360 als Apanage erhalten, allerdings nach der Belehnung mit Burgund 1364 wieder an die Krone zurückgegeben. Die Lilien mit der rot-weißen Einfassung kennzeichneten Philipp als jüngeren Bruder des Kronprinzen. Während dieser wie der König selbst drei Lilien führte, vermehrten die nachgeborenen Söhne die Zahl der Lilien und fügten eine rot-weiße Einfassung dazu.

## Nachkommen
Philipp II. und seine Gemahlin Margarete hatten neun Kinder, von denen sieben das Erwachsenenalter erreichten:
- Johann Ohnefurcht (1371–1419), Herzog von Burgund ⚭ Margarete von Bayern (1363–1423)
- Karl (* März 1372; † 13. Juli 1373)
- Margarete (* Oktober 1374; † 8. März 1441) ⚭ Wilhelm II. (1365–1417), Graf von Holland
- Ludwig (* Mai 1377; † 10. Januar 1378)
- Katharina (1378–1425) ⚭ Leopold IV. (1371–1411), Herzog von Österreich
- Bonne (* 1379; † 10. September 1399)
- Maria (* August 1380; † 3. Oktober 1422) ⚭ Amadeus VIII. (1383–1451), Graf von Savoyen
- Anton (1384–1415), Herzog von Brabant und Limburg ⚭ I: Johanna von Luxemburg (1380/85–1407); ⚭ II: Elisabeth von Görlitz (1390–1451)
- Philipp (1389–1415), Graf von Nevers ⚭ I: Isabel de Coucy (–1411); ⚭ II: Bonne d’Artois (1396–1425)